# Црква Светог пророка Илије у Срећковцима
Црква Светог пророка Илије у Срећковцима, насељеном месту на територији града Пирота, православни је храм који припада Епархији нишкој Српске православне цркве.
Црква посвећена Светом пророку Илији саграђена је средином 19. века. У новије доба комплетно је обновљен 2004. године у време када је у парохијском дому живео свештеник Војкан Радовановић.